# Sucker for Pain
«Sucker for Pain» (en español: «Adictos al Dolor») es una canción de los raperos estadounidenses Lil Wayne y Wiz Khalifa, y la banda de pop rock Imagine Dragons, en colaboración con los raperos Logic, Ty Dolla $ign y la banda de rock alternativo X Ambassadors. Fue lanzada el 24 de junio de 2016 por medio de Atlantic Records y Warner Bros. Records como el segundo sencillo de la banda sonora «Suicide Squad: The Album», perteneciente a la película Escuadron Suicida (2016). Fue escrita por todos los intérpretes, el productor inglés Alex Da Kid y el compositor Josh Mosser.

## Composición
La canción muestra un enfoque sobre pruebas y comportamiento autodestructivo. Ya sea en relaciones trágicas o en abuso de drogas, estos autodenominados masoquistas son verdaderos fanáticos del dolor. Sin embargo, soportan ese dolor porque se preocupan por su equipo y saben que, por más horrible que se traten a veces, también atravesarían el fuego el uno por el otro.
También hay muchos paralelismos entre la letra de esta canción y los personajes que aparecen en Escuadrón Suicida; las referencias a las armas por parte de Logic recuerdan a Deadshot, mientras que la promoción de la apatía por lograr el éxito por parte de Wiz Khalifa llama a la sociopatía del Joker, incluso el gancho y el título en sí reflejan la relación masoquista entre él y Harley Quinn.

## Recepción

### Crítica
Elias Leight de Rolling Stone llamó a la canción «loopy» y alabó la contribución de Lil Wayne a la canción, diciendo «Wayne brilla durante su verso, entregando rimas autodestructivas mientras salta ágilmente el ritmo». Carly Mallenbaum de USA Today sintió que la canción es «sexy».

### Comercial
En Norteamérica, la canción alcanzó el número 15 en la lista Billboard Hot 100 de los Estados Unidos y el número 3 en la Hot R&B/Hip-Hop Songs.

## Video musical
El 24 de junio de 2016, el video musical oficial fue subido al canal de YouTube de Atlántic Records. Durante la música se reproducen diversos videoclips de Suicide Squad.

## Lista de sencillos
| Sucker for Pain: Descarga digital |                                                               |                                       |          |  |
| N.º                               | Título                                                        | Artista(s)                            | Duración |  |
| 1.                                | «Sucker for Pain» (with Logic, Ty Dolla $ign & X Ambassadors) | Lil Wayne Wiz Khalifa Imagine Dragons | 4:04     |  |

## Créditos
Adaptados del booklet de «Suicide Squad: The Album».
Sucker for Pain
- Interpretado por Lil Wayne, Wiz Khalifa e Imagine Dragons, con Logic y Ty Dolla $ign (feat. X Ambassadors).
- Escrito por Alexander Grant, Dwayne Carter, Cameron Thomaz, Daniel Sermon, Dan Reynolds, Benjamin McKee, Daniel Platzman, Robert Hall, Tyrone Griffin Jr., Sam Harris.
- Publicado por Songs of Universal, Inc. (BMI) o/b/o Alexander Grant; Young Money Publishing, Inc./Warner-Tamerline Publishing Corp (BMI); Wiz Khalifa Publishing, Admin. por Warner-Tamerline Publishing Corp. (BMI); Songs of Universal, Inc./ Songs for KIDinaKORNER /Imagine Dragons Publishing (BMI); Warner-Tamerline Publishing Corp. (BMI) o/b/o Itself & Three Oh One Productions; EMI Blackwood Music Inc./It's Drugs Publishing (BMI); Songs Music Publishing, LLC o/b/o Handsome Harris Music (BMI), Songs MP (BMI).
- Producido por Alex Da Kid para KIDinaKORNER.
- Mezclado por Manny Marroquin en “Larrabee Studios”; asistido por Chris Galland e Iker Schultz.
- Masterizado por Michelle Mancini.

℗ 2016 Atlantic Records Corporation & Warner Bros. Entertainment Inc. for the United States and WEA International Inc. & Warner Bros. Entertainment Inc. for the World outside of the United States.
- Lil Wayne aparece por cortesía de Cash Money Records.
- Imagine Dragons aparece por cortesía de KIDinaKORNER/Interscope Records.
- Logic aparece por cortesía de Def Jam Recordings.
- X Ambassadors aparece por cortesía de KIDinaKORNER/Interscope Records.

## Listas de Popularidad

### Semanales
| Lista (2016)                                | Mejor posición |
| ------------------------------------------- | -------------- |
| Australia (ARIA)                            | 93             |
| Austria (Ö3 Austria Top 40)                 | 61             |
| Canadá (Canadian Hot 100)                   | 61             |
| Francia (SNEP)                              | 93             |
| Alemania (Media Control AG)                 | 57             |
| New Zealand Heatseekers (Recorded Music NZ) | 3              |
| Portugal (AFP)                              | 100            |
| US Billboard Hot 100                        | 32             |

## Historial de lanzamientos
| Región        | Fecha               | Formato                    | Discográfica                                                              |
| ------------- | ------------------- | -------------------------- | ------------------------------------------------------------------------- |
| Todo el Mundo | 24 de junio de 2016 | Descarga digital Streaming | Atlantic Records Warner Bros. WEA International, Inc Warner Bros. Records |